# Louis-Joseph Gaillard
Louis-Joseph Gaillard, né le 21 octobre 1872 à Beauvais et mort le 27 octobre 1956, est un prélat français, archevêque de Tours de 1931 à 1956.

## Biographie
Louis-Joseph Gaillard est ordonné prêtre le 29 juin 1902 pour le diocèse de Beauvais.
Il est nommé évêque de Meaux le 21 novembre 1921 et consacré évêque le 25 janvier 1922 par Eugène-Stanislas Le Senne, évêque de Beauvais. L'une de se premières préoccupations est de publier un catéchisme pour son diocèse, dès 1922. En tant qu'évêque de Meaux, il participe plusieurs fois aux commémorations de la bataille de la Marne, au moins en 1929 et 1931.
Il est ensuite nommé archevêque de Tours le 25 septembre 1931. En 1935-1936, il assure aussi l'administration du diocèse de Nantes, alors vaquant, entre la démission d’Eugène Le Fer de La Motte et la nomination de Jean Villepelet. Au diocèse de Tours, on a gardé trace de sa lettre de mandement de carême de 1937. Il se préoccupe de publier un catéchisme (1938). Il préside un synode, après la Seconde Guerre mondiale, qui s'achève en 1947. Il demeure sur le siège de Tours jusqu'à sa mort, le 28 octobre 1956, alors qu'il avait reçu un coadjuteur le 17 avril 1956, en la personne de Louis Ferrand.

## Ouvrages
- Catéchisme du diocèse de Meaux, publié par ordre de Mgr Louis Joseph Gaillard, Lille, Desclée, De Brouwer et Cie, 1922, 302 p., In-16 (BNF 33287330)
- L'Œuvre des campagnes  (Paul Bourget, Henry Bordeaux et Louis Madelin), Paris, Œuvre des campagnes (Téqui), 1923, 16 p., in-8° (BNF 32139431)
- Sermon prononcé à Saint-Nicolas-du-Chardonnet pour le 1er Congrès national de recrutement sacerdotal (27 novembre 1925), Paris, Bloud et Gay, 1925, 23 p., in-16 (BNF 32139433)
- Lettre pastorale de S. E. Mgr l'archevêque de Tours Louis-Joseph Gaillard. Fils de l'église militante, sommes-nous militants ? et mandement pour le carême de l'an de grâce 1937, Tours, Mame, 1937, 16 p., In-16 (BNF 32139429)
- Monseigneur Eugène-Stanislas Le Senne, évêque de Beauvais, Noyon et Senlis. Derniers jours et mort, obsèques, hommage du pays natal, service de quarantaine, oraison funèbre [prononcée le 4 mai 1937 par Mgr Gaillard], Beauvais, Impr. départementale de l'Oise, 1937, 32 p., In-8° (BNF 32139430)
- Catéchisme à l'usage des diocèses de France, publié pour le diocèse de Tours par S.E. Mgr l'archevêque de Tours Louis-Joseph Gaillard, Tours, Mame, 10 novembre 1938, 101-224 p., In-16 (BNF 32139434)
- Ordonnances synodales du diocèse de Tours publiées dans le Synode de 1947, Tours, Mame, 1948, 149 p., In-8° (BNF 32139432)